# Troglodyte d'Apolinar
Cistothorus apolinari
Espèce
Statut de conservation UICN

 EN  : En danger
Le Troglodyte d'Apolinar (Cistothorus apolinari) est une espèce d'oiseaux de la famille des Troglodytidae.
Cet oiseau peuple deux régions voisines andines du centre de la Colombie.